# François Neveux
François Neveux (* 1944) ist ein französischer Mediävist, der sich auf die Normandie spezialisiert hat.
Als Schüler Lucien Mussets wurde er nach seiner Promotion in Geschichte an der Universität Caen dort in den 1980er Jahren Professor für mittelalterliche Geschichte. Gleichzeitig war er Organist an der Großen Orgel der Kathedrale Notre-Dame de Bayeux.

## Schriften
- L’Évêque Pierre Cauchon. Denoël, Paris 1987.
- Bayeux et Lisieux: villes épiscopales de Normandie à la fin du Moyen âge. 1996.
- La Normandie des ducs aux rois. Xe–XIIe siècle- Ouest-France, Rennes 1998.

Mitarbeit:
- Les Normands en Méditerranée, dans le sillage des Tancrède, Actes du colloque de Cerisy-la-Salle, 24-27 septembre 1992, Université de Caen, 1994. Avec Pierre Bouet
- Les Évêques normands du XIe siècle, actes du Colloque de Cerisy-la-Salle, 30 septembre–3 octobre 1993, Presses universitaires de Caen, 1995. Avec Pierre Bouet
- La Normandie royale : des Capétiens aux Valois, XIIIe-XIVe siècle, Ouest-France, Rennes, 2005. Avec Claire Ruelle
- Les villes normandes au Moyen âge : renaissance, essor, crise, actes du colloque international de Cerisy-la-Salle, 8–12 octobre 2003, Office universitaire d'études normandes, Presses universitaires de Caen, 2006. Avec Pierre Bouet
- L'aventure des Normands, VIIIe-XIIIe siècle , le Grand livre du mois, Paris, 2006. Avec Claire Ruelle